# Cleopatra (dochter van Boreas en Oreithyia)
Cleopatra (Oudgrieks: Κλεοπάτρα / Kleopátra) was de dochter van Boreas en Oreithyia, die de gade werd van Phineus. Zij baarde hem twee zonen, Plexippos en Pandion.
Toen de Argonauten in het land van Phineus gekomen waren, vonden zij daar twee jongelingen, die tot op de helft van hun lichaam in de aarde begraven waren en wier bovenlijf voortdurend werd gegeseld. Dit waren de zonen van Cleopatra. Hun stiefmoeder Idaia, met wie Phineus, nadat hij Cleopatra had verstoten, was gehuwd, had hun deze mishandelingen op de hals gehaald, door hen bij Phineus te belasteren, als zouden zij gepoogd hebben haar gewelddadig aan te randen.

## Referentie
- De eerste versie van dit artikel is overgenomen uit T.T. Kroon, Mythologisch Woordenboek, 's Gravenhage, 1875 en kan dus verouderd zijn.
- T.T. Kroon, Mythologisch Woordenboek, 's Gravenhage, 1875.